# 키드갱 (드라마)
《키드갱》은 2007년 5월 18일부터 2007년 8월 9일까지 OCN에서 방영된 드라마로, 웹툰 작가 신영우의 동명의 연재 만화를 드라마하였다.

## 줄거리
조직폭력배들이 우연히 아기를 맡게 되면서 벌어지는 갖가지 소동을 그린 코믹 드라마.

## 등장 인물

### 주요 인물
- 손창민 : 강거봉 역 - 피의 화요일파 두목
- 이기우 : 이칼날 역
- 이종수 : 마홍구 역
- 백성현 : 오한표 역

### 주변 인물
- 임호 : 조표기 역 - 태산파 2인자
- 김정난 : 영숙 역 - 거봉의 동창, 집주인, 생선가게 여주인
- 김빈우 : 정도희 역 - 검사

### 그 외
- 정경호 : 패랭이 역 - 조표기의 오른팔
- 서영 : 차나리 역 - 배우 지망생
- 유형관 : 김 수사관 역
- 손호균 : 보스 역
- 변양호 : 윤 기사 역
- 노승범 : 억근 역
- 김수빈 : 짱구 역
- 이승규 : 삼용 역
- 임예준 : 아기 철수 역
- 이정성 : 송 변호사 역
- 김예령 : 로라 킴 (김보순) 역
- 반소영 : 황세진 역 - 오한표의 짝사랑
- 전태수 : 학생회장 정성균 역 - 오한표의 라이벌, 정도희의 남동생
- 최윤슬 : 날씬녀 역
- 조재윤
- 성낙경
- 박팔영
- 윤원석
- 최민석
- 최광재
- 오현
- 곽영재
- 신귀식
- 이영희
- 김기두
- 백성일
- 한창현
- 신종훈
- 박선희
- 김서연
- 배보연